# Sebóctes
Sebóctes (em grego: Σεβόχτης; romaniz.: Sebóchtēs) foi um oficial persa cristão do século VI, ativo sob o xá Cosroes I (r. 531–579). Na primavera de 572, foi enviado à Constantinopla para exigir do imperador Justino II (r. 565–578) o ouro devido à Pérsia sob os termos da Paz de 50 anos ao fim dos primeiros 10 anos. Ao chegar, Justino não estava cooperativo e inclinado a recomeçar a guerra, mesmo embora tenha tentado dissuadi-lo. A data foi após a eclosão da revolta armênia de Vardanes III Mamicônio, mas antes das tropas bizantinas sob o general Justiniano se envolvessem em hostilidades ativas.